# スキムボード

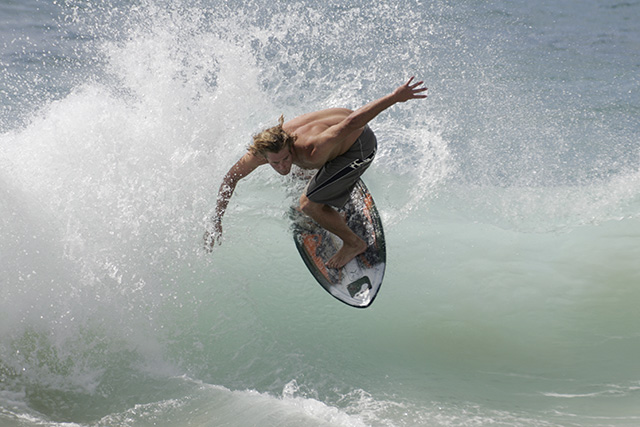
スキムボード

スキムボードはウォータースポーツの一つであり、またそれで用いられる遊具の名称である。スケートボードとサーフィンを合わせたようなスポーツで、主に砂浜の波打ち際で行われる。
木の葉型の板を持ち、砂浜から波に向かい走り、板を落とし飛び乗る。波に乗って浜に戻ってくる形が一般的である。波上でのエアリアル的な技なども多い。高さ130cm程度の板には、サーフボードのようなフィン(波切板)がなく、ボードコントロールは、体重移動とボードのレール部分で行われる。
発祥はアメリカ西海岸ラグナ・ビーチだといわれる。「スキム」の由来は、波が引いたときにできる薄い膜状の濡れた砂浜の上を滑ったことからきている。
現在、国内では各地で大会等が盛んに行われ、今後大きく発展していくと思われるスポーツのひとつである。

## 一般社団法人日本スキムボード協会
一般社団法人日本スキムボード協会（Japan Skimboarding Association）は、2012年4月設立の日本のスキムボーディング界を統括する非営利団体。
各エリアでのスキムボード大会の情報や、各エリアでのポイントマップの情報など、全国のスキムボードに関する情報を提供している。
また、その年の日本のスキムボードチャンピオンを決めるスキムボード大会、All Japan Skimboards Campionshipの主催運営も行っている。

## 主なスキムボードメーカー
- Victoria
- Exile
- Zap
- Grape
- Mazar
- スキムボード専門店  -スキムボード.com